# Stazione di Stazzano-Serravalle
Stazione di Stazzano-Serravalle vasútállomás Olaszországban, Piemont régióban, Serravalle Scrivia településen.

## Vasútvonalak
Az állomást az alábbi vasútvonalak érintik:
- Milánó–Genova-vasútvonal

## Kapcsolódó állomások
A vasútállomáshoz az alábbi állomások vannak a legközelebb:
- Stazione di Cassano Spinola
- Stazione di Arquata Scrivia